# 皮博迪鎮區圖書館
皮博迪鎮區圖書館（英語：Peabody Township Library），舊稱皮博迪鎮區卡內基圖書館（Peabody Township Carnegie Library），為一座位於美國堪薩斯州皮博迪市中心歷史區的圖書館。此館於1987年被收錄至國家史蹟名錄（NRHP）中。

## 歷史
原圖書館（今皮博迪歷史圖書博物館）於1875年建造完成。但幾十年下來館內能使用的空間變得越來越少。
商業俱樂部（Commercial Club）的委員會申請卡內基圖書館的補助，而後在1913年春天與卡內基公司商定出並補助10,000美元。此建築建設計畫的商定方式與伊利諾伊州加利納的卡內基圖書館很類似。原圖書館後來移動至皮博迪城市公園（Peabody City Park）內，新卡內基圖書館則在原圖書館原址旁建造完成。新卡內基圖書館於1914年4月18日正式對外開放。原圖書館後來成為今日的皮博迪歷史圖書博物館。
館內的兩台電腦自2008年起擁有高速的T1可以連接上網，使用者也可以利用館內免費的Wi-Fi來上網。此圖書館屬於中北堪薩斯州圖書館系統 （页面存档备份，存于）（North Central Kansas Libraries System）的成員之一，並且提供在所屬圖書館系統成員之間互相借書的服務。

## 圖片

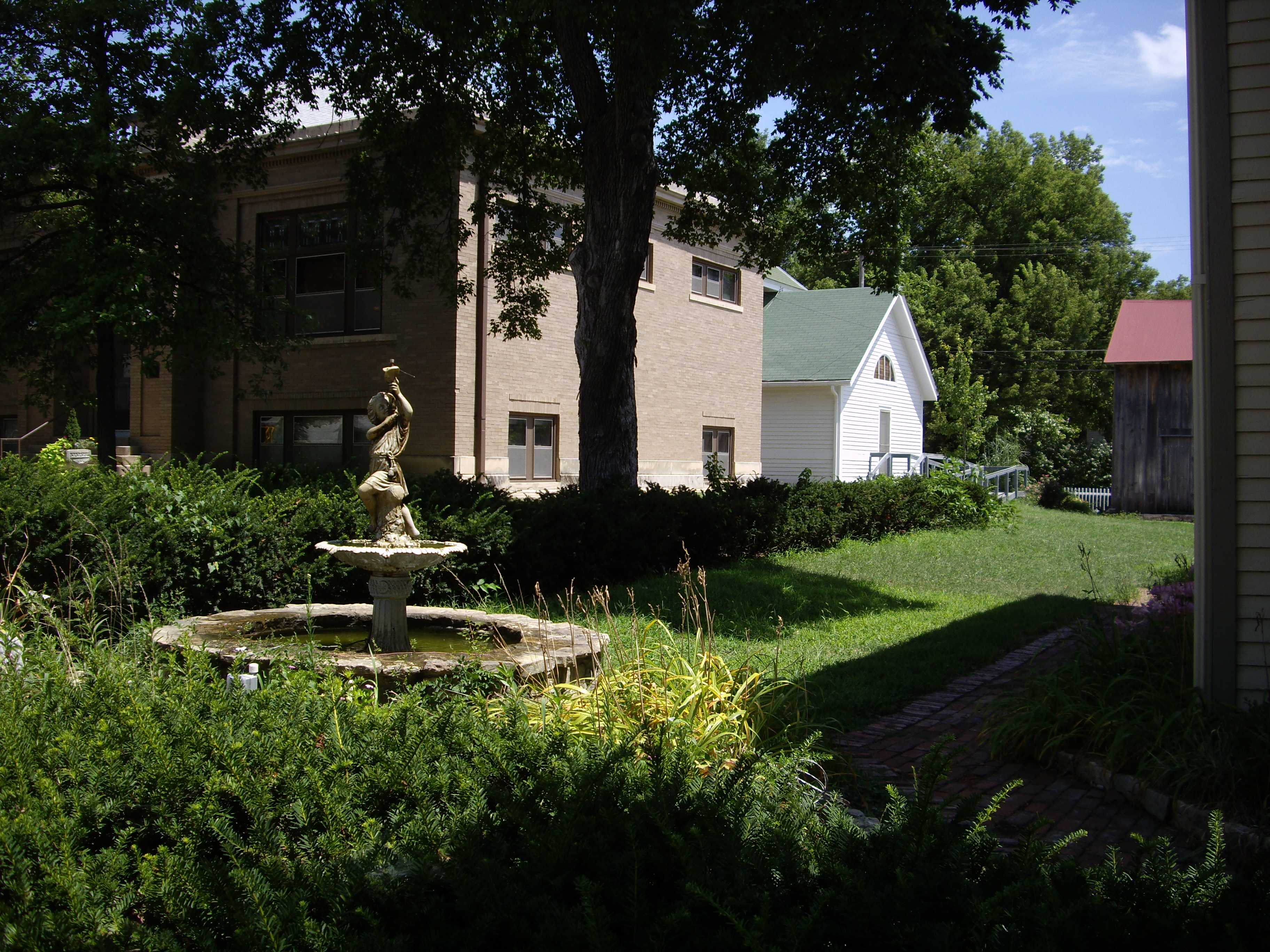
照片中最右方的建築物為W·H·摩根宅邸（英语：W.H. Morgan House）；後方帶有紅色屋頂的建築物為W.H.摩根穀倉（W.H. Morgan Barn）；左側帶有棕色磚瓦的建築物為皮博迪鎮區圖書館；中後方帶有綠色屋頂的建築物為皮博迪歷史圖書博物館（2010年）

## 外部連結
皮博迪鎮區卡內基圖書館（新圖書館）
- Official Website （页面存档备份，存于）
- NRHP Application (0.4MB PDF)
- NRHP Photos (1.1MB PDF)

皮博迪歷史圖書博物館（舊圖書館）
- NRHP Application (0.3MB PDF)
- NRHP Photos (0.3MB PDF)

皮博迪市中心歷史區（圖書館坐落於此區內）
- NRHP Application (2.1MB PDF)
- NRHP Photos (6.3MB PDF)

地圖
- Peabody City Map （页面存档备份，存于）, KDOT
- Satellite view of Library, Google Map

## 延伸閱讀
- The Peabody Gazette-Herald; February 12, 1913 / May 23, 1913 / August 6, 1913 / February 19, 1914 / April 16, 1914 / April 23, 1914.
- Peabody : The First 100 Years; Peabody Historical Society; Peabody Gazette-Herald in Peabody, KS; 123 pages; 1971.
- Marion County Kansas : Past and Present; Sondra Van Meter; MB Publishing House in Hillsboro, KS; 美国国会图书馆控制号 72-92041; 344 pages; 1972.